# Ludwik Reszelski

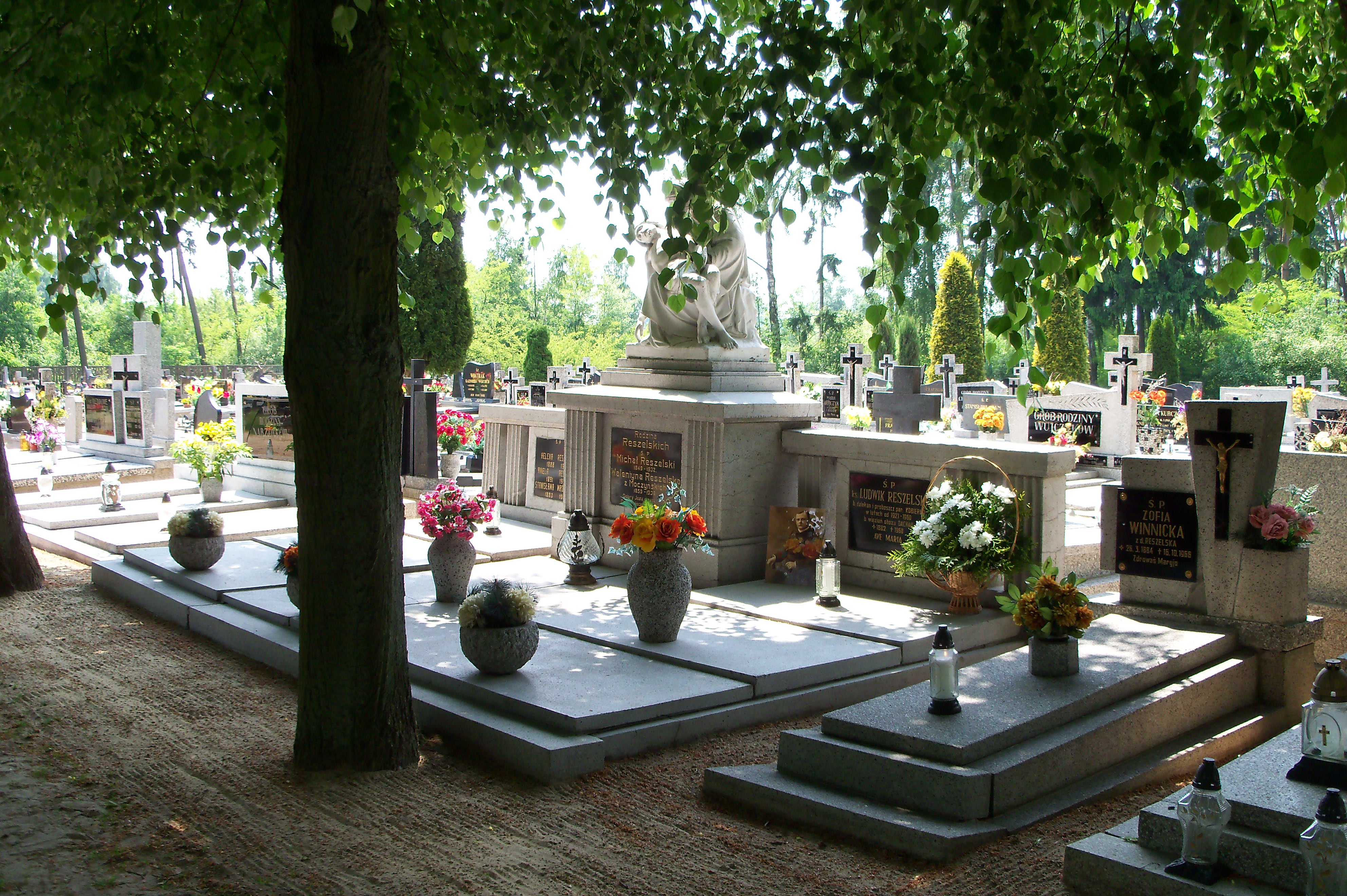
Rodzinny grobowiec kapłana

Ludwik Reszelski (ur. 17 lipca 1882 w Prusach, zm. 24 czerwca 1968 w Kobiernie) – duchowny Kościoła katolickiego, działający na terenie archidiecezji poznańskiej i gnieźnieńskiej, społecznik wielkopolski, rekolekcjonista, okupacyjny kapelan, więzień obozu Dachau, dziekan dekanatu krotoszyńskiego.

## Życiorys
Droga do kapłaństwa
Urodził się 17 lipca 1882 roku, jako syn Michała Reszelskiego i Walentyny z Moczyńskich. Ukończył pięcioletnie Gimnazjum w Ostrowie Wielkopolskim. Jako gimnazjalista należał do tajnego Koła Towarzystwa Tomasza Zana w Poznaniu. Maturę zdał w 1903 roku. W latach 1903–1907 przebywał w Seminarium Duchownym w Gnieźnie i Poznaniu gdzie studiował filozofię i teologię. 10 lutego 1907 roku, z rąk ks. bpa Edwarda Likowskiego otrzymał święcenia kapłańskie. Mszę świętą prymicyjną odprawił w kościele pw. św. Barbary w Karminie. W 1907 roku został psałterzystą w bazylice archikatedralnej Poznańskiej Świętych Apostołów Piotra i Pawła. Pełnił także funkcję dyrygenta-nauczyciela śpiewu w seminarium. Prowadził społecznie bibliotekę Towarzystwa Czytelni Ludowych. W latach 1909–1911 był patronem Katolickiego Towarzystwa Terminatorów, a w 1912 roku został członkiem Towarzystwa Opieki nad Dziećmi Katolickimi w Poznaniu. W latach 1916–1924 był członkiem zwyczajnym Poznańskiego Towarzystwa Przyjaciół Nauk.
Proboszcz we Wronkach
W latach 1914–1921 był proboszczem w parafii pw. św. Katarzyny we Wronkach. Zaznaczył się tam jako gorliwy duszpasterz i kapłan. Rozwijał działalność charytatywną i patriotyczną. W 1916 roku był współorganizatorem obchodu Sienkiewiczowskiego, a w 1917 roku wygłosił patriotyczne przemówienie podczas obchodu Kościuszkowskiego. Był członkiem rady nadzorczej Banku Ludowego i Spółki "Rolnik" oraz Powiatowej Rady Ludowej w Szamotułach. Współdziałał w organizowaniu wielkopolskich oddziałów powstańczych na tych terenach. Podczas powstania wielkopolskiego udzielał się w Pracach Polskiego Czerwonego Krzyża na rzecz pomocy rannym i uciekinierom. Pomagał w duszpasterstwie wojskowym. W 1919 roku został delegatem na Polski Sejm Dzielnicowy w Poznaniu. Był aktywnym administratorem parafii Wronki dokonując wielu prac na rzecz tej parafii.
Proboszcz w Kobiernie
W latach 1921–1960 był proboszczem w parafii pw. św. Wojciecha w Kobiernie. Od 1932 roku był inspektorem duchownym nauki religii w szkołach powszechnych powiatu oraz asesorem II dekanatu krotoszyńskiego. W 1932 roku obchodził 25-lecie kapłaństwa – otrzymał wówczas życzenia od Prymasa Polski Augusta kardynała Hlonda. Wykonywał prace gospodarcze i renowacyjne w parafii kobierskiej. Bardzo dużo czasu i gorliwości poświęcał na udzielaniu rekolekcji w parafiach. Od 1936 roku organizował Katolickie Stowarzyszenie Mężów i Kobiet oraz Młodzieży Męskiej i Żeńskiej. Jego probostwo w okresie międzywojennym wyróżniało się w dekanacie krotoszyńskim. W początkowym okresie hitlerowskiej okupacji pełnił funkcję jedynego kapelana na cały powiat krotoszyński. W latach 1942–1945 przebywał w hitlerowskim obozie koncentracyjnym w Dachau. W latach 1954–1968 pełnił funkcję dziekana dekanatu krotoszyńskiego. Zmarł 24 czerwca 1968 roku w Kobiernie. Został pochowany na cmentarzu parafialnym w Kobiernie w rodzinnym grobowcu Reszelskich.
Czciciel Madonny Kobierskiej
Był wielkim propagatorem i krzewicielem Nabożeństwa do Matki Bożej Szkaplerznej, rozbudzając jej kult wśród parafian. W kościele kobierskim w centralnym miejscu ołtarza głównego umieszczony jest imponujący obraz z wizerunkiem NMP z Góry Karmel, zwanej Matką Bożą Szkaplerzną lub Madonną Kobierską. Obraz Matki Bożej Szkaplerznej został namalowany na płótnie około 1900 roku przez pleszewskiego artystę-malarza A. Szymańskiego. Z kolei na zasuwie umieszczono namalowany na płótnie w 1900 roku obraz NMP Wniebowziętej. W 1965 roku ks. dziekan Ludwik Reszelski oddał się w niewolę Najświętszej Maryi Dziewicy Matki Kościoła.